# میلان (اسکو)
برای دیگر کاربردها، میلان (ابهام‌زدایی) را ببینید.
روستای میلان در شهرستان اسکو در استان آذربایجان شرقی ایران واقع شده‌است. این روستا سابقاً مستقل بوده، اما با گسترش شهر اسکو در همسایگی شرقی آن، عملاً به جزئی از شهر اسکو تبدیل شده‌است. منبع درآمد اصلی روستائیان میلان در گذشته غالباً باغداری بوده؛ باغات فراوان با درختان گردو، فندق، بادام، زردآلو و سیب، ولی از اواسط دههٔ هفتاد هجری شمسی به علت تغییر شرایط آب و هوایی و غالباً سرما زدن درختان، باغداری رو به افول رفت و امروزه دیگر منبع درآمدی برای اهالی این روستا محسوب نمی‌شود.این روستا ۴۶۷ نفر جمعیت دارد.

## جغرافیا

### موقعیت و مختصات جغرافیایی
روستای میلان در شهرستان اسکو سابقاً مستقل بوده، اما با گسترش شهر اسکو در همسایگی شرقی روستای میلان ، این روستا عملاً به یکی از محلات شهر اسکو تبدیل شده‌است.

### آب و هوا
میلان روستایی است با آب و هوای سرد در فصل‌های سرد سال، و معتدل در فصول گرم، که در منطقهٔ  شهرستان اسکو واقع شده است . مانند شهر اسکو در اطراف این روستا نیز تپه‌ماهورهایی از بقایای آتشفشانی سهند از دوره‌های پیشین زمین‌شناسی به چشم می‌خورد. خود اسکو به مناسبت واقع شدن در مسیر کوهپایه‌های سهند و برودت آن از یک طرف، و وجود بخارات و رطوبت متصاعد شده از دریاچهٔ ارومیه از سوی دیگر، دارای نوعی آب و هوای سرد و مرطوب می‌باشد، اما هر قدر به قسمت‌های کوهپایه‌ای‌تر شمالی که در مجاورت ارتفاعات سهند واقع هستند نزدیک‌تر می‌شویم، سردسیرتر می‌شود. به همین جهت روستای میلان نسبت به سایر نواحی اسکو، در تابستان خنک‌تر و در زمستان سردتر است.
میلان نیز مانند سایر  نواحی شهرستان اسکو دارای تابستان‌های کوتاه و معتدل و ملایم، و زمستان‌های سرد و طولانی است. متوسط بارش سالانه در آن، ۲۸۸ میلی‌متر است و بیشترین مقدار بارش ثبت شده در طول دورهٔ آماری از ۱۹۶۸ تا ۱۹۸۴، ۴۷۳ میلی‌متر در سال و کمترین مقدار آن در همین دوره، ۱۹۲ میلی‌متر می‌باشد. بارندگی‌ها در میلان بیشتر در فصول سرد سال اتفاق می‌افتد، و تابستان‌هایش خشک و گاهی همراه با بارش‌های رگباری است. نزولات جوی در اوایل بهار به صورت باران و برف و در اواسط این فصل به شکل باران‌های مداوم می‌باشد. از اواسط خرداد به بعد معمولاً بارندگی‌ها قطع می‌شود و خشکی یا کم‌بارانی تا اواخر شهریور ادامه می‌یابد. بارندگی‌های تابستانی که حدود ۵ درصد بارش‌ها را شامل می‌شود، بیشتر به صورت رگبارهای اتفاقی و یکباره است و در بعضی تابستان‌ها ممکن است اصلاً بارشی صورت نگیرد. ریزش‌های پاییزه از مهر ماه آغاز می‌شود و ابتدا به صورت باران است و در اواخر پاییز به صورت باران یا برف اتفاق می‌افتد. ریزش‌های زمستانی هم عمدتاً به شکل برف است.

### آب‌ها و منابع آبی
منابع آب روستا به صورت سطحی، زیرزمینی، چاه‌ها، چشمه‌ها و رودخانه است و شیوهٔ رایج بهره‌برداری از منابع آبی زیرزمینی، حفر چاه‌های عمیق و نیمه عمیق است. اغلب بهره‌برداری‌های زراعی از آب با صرف هزینه‌های قابل ملاحظه توأم است، و با توجه به این مسئله که منابع آبی واقع در ضلع شرقی دریاچهٔ ارومیه با سرعتی تصاعدی در حال شور شدن هستند، پیشروی این آب‌های شور، رفته رفته وضعیت نامطلوبی را به وجود می‌آورد و در صورتی که روند یاد شده به همین منوال پیش رود و چاره‌اندیشی فوری برای موضوع صورت نگیرد، آب و خاک تمام منطقه کیفیت خود را از دست خواهد داد و امر زراعت و باغداری در آینده‌ای نزدیک میسر نخواهد بود. بیشتر باغات و سبزه‌زارهای روستا امروزه یا خشکیده یا اینکه در معرض نابودی بر اثر ساخت‌وسازهای افراطی در قالب بافت و سکونتگاه‌های روستایی واقع شده‌است.
همچنین در نزدیکی روستای میلان، آبشار بسیار دیدنی و زیبایی وجود دارد، و با اینکه خارج از روستاست، اما فرصت خوبی برای آب‌تنی در روزهای گرم تابستان برای علاقه‌مندان فراهم می‌کند. میلان با وجود آسیب‌های زیست‌محیطی مختلفی که طی دهه‌های اخیر به طرق گوناگون به خود دیده (مشابه سایر نواحی شمال غربی ایران)، هنوز هم طبیعت بکر، سرسبز، خرم و دل‌انگیز غرب کشور را در کنار بناهای باستانی و تاریخی به نمایش می‌گذارد.

#### قنات‌ها
دولت اورارتو در حدود ۹۰۰ پیش از میلاد در شرق آناتولی در اطراف دریاچهٔ وان به وجود آمد، و بعدها سیطرهٔ آن به سرزمین امروزی آذربایجان نیز گسترش یافت. مردم اورارتو در کار کشاورزی پیشرفته و متبحر بودند. آن‌ها از طریق کشاورزی به شیوهٔ آبیاری مصنوعی توانستند باعث پیشرفت‌های بسیاری در سیستم‌های آبیاری شوند. در نتیجهٔ ضروریات و اقتضائات خاص منطقه، اورارتویی‌ها به احداث قنوات و حفر نهرها و چاه‌ها و ساختن سدها و ایجاد کانال‌های آبیاری و زهکشی و تأسیس مسیرها و شبکهٔ پیچیده و گسترده‌ای برای آبیاری و آبرسانی شهری و روستایی پرداختند. مشابهت و دنبالهٔ همین تجربیات آنان در امر آبیاری و کانال‌کشی را می‌توان طی قرون متمادی ردیابی و مشاهده کرد، و همین میراث ارزشمند امروزه به دست ما رسیده و آن را در شبکهٔ قنات‌های اسکو بعینه می‌توان مشاهده کرد. در واقع سرسبزی و طراوت اسکو و اطرافش هم مرهون وجود آب صدها چشمه و قنات فعال بوده‌است.
از جمله قنات‌های منطقهٔ اسکو، می‌توان به این موارد اشاره کرد: دیزج، جمعه گؤلی، پره باغ، لیجان، زورال، پیران، بیدی، پیس اندیز، دباغلار، قوری گؤل، پرزه خونی، ولی شاه، مستجاب، لیته، همدان، روستاق، باققادی، عشایر، گیرینج، دولدون، پره خانی، میرزه (میرزا) رحیم، آقا سو (آب آقا)، باغ میدان، بالا گؤل، حلقه وان، بیچیللی، چنار، و ثامن.
قنات‌های محلهٔ میلان عبارت بودند از: پره کاب، محمدآباد، شیشه‌گران، عالیان، میرزه (میرزا) بیان، لولو، صراف‌لار، لیجان، عظیم‌آباد، و امین‌آباد.
قنات‌های محلهٔ خسرق: جیر، جمال، زینه، میر خسرق، حمیزان، کره نیز، علی گولی، زینه گؤلی، و کمال.
قنات‌های محلهٔ فسقندیس: نو، ثامن، هول من دیز، بوغا، خواجه احمدشاه، نونو، لنگه رزان، و الجو.
این قنات‌ها سال‌های سال مورد استفادهٔ کشاورزان و باغداران بوده‌است. قدمت برخی از آن‌ها به بیش از یک هزار سال می‌رسد. اساساً شهرستان اسکو به عنوان یکی از شهرهای مهم آذربایجان شرقی، به لحاظ تعداد قنواتش به شهر قنات‌ها معروف بوده‌است. در قدیم، پیش از اینکه آب آشامیدنی مردم لوله‌کشی شده‌باشد، این قنات‌ها به صورت آب‌انبار از زیرزمین خانه‌ها جاری می‌شدند و آب مورد نیاز اهالی را تأمین می‌کردند، که هنوز هم بعضی از آن‌ها همچنان فعال هستند.
ساکنان این منطقه در گذشته در سخت‌ترین و دشوارترین شرایط زمانی و با استفاده از ابتدایی‌ترین وسایل، با حفر کانال‌های زیرزمینی آب شیرین را از طریق قنات از مسافت‌های خیلی دور جهت مصارف خانگی، کشاورزی و دامی به محل زندگی خود انتقال می‌دادند.
عمق آب این قنات‌ها در برخی نقاط بین ۱۰ تا ۱۵ متر و در بعضی جاها بین ۲۰۰ تا ۳۰۰ متر است، و طبق شواهد و آثار به جا مانده، مسافت آن‌ها از مبدأ تا مقصدشان بین ۱۰ تا ۲۰ کیلومتر بوده‌است. تعداد قنات‌های شهرستان اسک بیش از ۲۰۰ رشته هستند، که ۱۷۵ رشتهٔ آن‌ها دایرند و بقیه متروکه می‌باشند. امروزه عمدهٔ مصرف آب قنات‌های دایر در باغ‌ها و کار زراعت است و در پایاب آن نیز بهره‌برداران به پرورش ماهی مشغول هستند. اراضی آبی کشاورزی و باغی اسکو حدود ۱۳ هزار هکتار است که از این میزان، سه هزار هکتار به وسیلهٔ آب قنات آبیاری می‌شود. خشکسالی‌ها و کم‌آبی‌های سال‌های اخیر روی قنات‌های استان هم تأثیر گذاشته و باعث متروکه شدن آن‌ها شده‌است. با توجه به اینکه یکی از منابع مهم تأمین آب قنات‌ها، سفره‌های آب زیرزمینی می‌باشند، با افت سطح سفره‌های زیرزمینی، طبیعی است که قنات‌ها به تدریج خشک بشوند و از بین بروند. محاسن استفاده از آب قنات‌ها نسبت به سایر منابع آبی، در پایین بودن هزینه بهره‌برداری از آن‌ها است.

## تاریخ
شهرستان اسکو در طول تاریخ همواره منطقه و گذرگاهی پررفت‌وآمد و پرحادثه بوده‌است. نخستین و قدیمی‌ترین مأخذی که نام اسکو در آن به چشم می‌خورد، کتیبهٔ شمسی آداد (یا شامسی آداد)، پادشاه آشور است که در فاصلهٔ سال‌های ۸۲۴ تا ۸۱۱ پیش از میلاد به جنوب دریاچهٔ ارومیه و منطقهٔ آذربایجان لشکر کشیده، و از ناحیهٔ اسکو با عنوان قلعهٔ سه کوه آویزان (اوشکایا) نام برده‌است. لشکرکشی‌های آشوریان همواره با تخریب بسیار و انهدام گسترده همراه بوده‌است. سند و مدرک تاریخی دیگر به جا مانده، دو کتیبه از آرگیشتی اول، یکی از پادشاهان اورارتو است. او در فاصلهٔ سال‌های۷۷۹ و ۷۷۳ پیش از میلاد به جنوب دریاچهٔ ارومیه یورش برده، و درسنگ‌نوشته‌ای که از خود به جا گذاشته، از دستگیری فرمانفرمای سرزمین اوشکایا و درهٔ اوشکایا سخن به میان می‌آورد. در لشکرکشی‌ها، مردمان نواحی مورد تعرض قرار گرفته با اطلاع از سرازیر شدن مهاجمان، آبادی‌ها و سکونتگاه‌های خود را ترک می‌کردند و به ارتفاعات صعب‌العبور کوهستان پناه می‌بردند. در صورتی که حضور مهاجمان و متعرضین به طول می‌کشید، به احتمال زیاد بومیان ناگزیر می‌شدند برای مصون ماندن از گزند دشمن، سکونتگاه‌هایی فصلی یا دائمی برای اقامت خود و خانواده و احشام و دام‌هایشان ترتیب دهند سومین منبع باستانی که در آن نامی از اسکو دیده می‌شود، کتیبهٔ سارگون دوم، یکی دیگر از پادشاهان آشوری است که در لشکرکشی سال ۷۱۴ پیش از میلاد، در جنگی که در کوهستان اوآئوش (سهند امروزی) با بومیان و مردم محلی انجام داده، از فتح قلعهٔ اوشکایا سخن به میان می‌آورد و می‌گوید که ۱۱۵ دهکدهٔ اطراف را طعمهٔ حریق کرده و ویران و نابود ساخته‌است.
ترکیب اوشکایا (چنانچه با زبان ترکی امروزی سنجیده و قیاس شود)، از دو بخش اوش (=اوچ؛ به معنی سه، عدد سه) و کایا (=قایا؛ یعنی صخره، تخته‌سنگ بزرگ) تشکیل یافته، و با توجه به مفهوم آن، به این ترتیب به احتمال زیاد قلعه‌ای بوده بر فراز کوهی متشکل از سه صخرهٔ بزرگ در این ناحیه. به نظر تاریخ‌دانان، قلعهٔ مزبور احتمالاً در شمال شرقی اسکو قرار داشته‌است.
اسکو را ویدهر نیز گفته‌اند (به معنای منطقه‌ای که آب از وسط آن جاری می‌شود و اطرافش سرسبز و خرم است) اما طبق اسناد و مدارکی که در کتاب منتخب الخصال میر محمدعلی عمادالاسلام اسکویی معرفی می‌شود ویدهر نه به منطقهٔ اسکو بلکه به خسروشهر و دهات تابعهٔ آن گفته می‌شد.

## فرهنگ، مدنیت، و ویژگی‌ها و جلوه‌های اجتماعی و فرهنگی

### موقعیت و پیشینهٔ فرهنگی
شهر  اسکو  و به تبع آن، روستای میلان از دیرباز به داشتن فرهنگ بالا و تعداد زیاد افراد تحصیل‌کرده و تربیت فرهنگیان و دبیران ممتاز و سرآمد در آذربایجان و برخورداری از غنای فرهنگی در منطقهٔ شمال غرب کشور معروف بوده‌است. تحصیل دانش و معرفت از دیرباز مورد علاقهٔ مردم فرهنگ‌دوست و هنرپرور منطقهٔ اسکو بوده و از دغدغه‌ها و علایق اصلی آنان محسوب می‌گشته، و به همین جهت اسکو و مناطق اطراف آن نسبت به مناطق دیگر در سطح استان همواره درصد بالاتری از جمعیت باسواد و تحصیلکرده و فرهنگی را واجد بوده‌اند. پیشینهٔ دانش‌اندوزی و تحصیل علم به سبک جدید در اسکو و مناطق تابعهٔ آن، به دوران مشروطیت بازمی‌گردد.

### تأسیس اولین نشریه و روزنامه
شادروان غلامحسین حقانی اسکویی در سال ۱۳۳۹ قمری دست به کار تهیهٔ یک هفته‌نامهٔ دست‌نویس یک برگ به نام رشحات به زبان ترکی شد، که دربردارندهٔ مطالب فرهنگی، ادبی و اخلاقی بود. این هفته‌نامه به تعداد ۳۰ الی ۴۰ نسخه تهیه می‌شد و به رایگان در اختیار مردم قرار می‌گرفت. نشریهٔ مزبور را بایستی نخستین نشریه منتشر شده در منطقهٔ اسکو دانست. همزمان با این فعالیت فرهنگی، انجمنهای ادبی ۵ نفره‌ای نیز متشکل از فرهنگ‌دوستان در مدارس اسکو به فعالیت می‌پرداختند.

### میلان و تأسیس دبستان هاتف
در محلهٔ میلان (روستای میلان) اسکو که ـ به مصر کوچک (بالا مصؽر) مشهور بوده ـ از سال ۱۲۷۰ هجری قمری، مکتب‌داران مشهور به ترتیب: ۱- سید اسماعیل ۲- ملا حسن ۳- شیخ علی ۴-میر آقا (پسر سید علی پدر میر موسی علوی، که آموزگار بوده‌است) ۵- میر احمد پسر سید علی ۶- ملا نصیر ۷- عبدالرزاق حمیدی میلانی برای پسران محله، و مکتب‌داران زن به ترتیب: ۱- ملا سارا ۲- کلثوم ۳- سیده فاطمه ۴- ربابه ۵- خدیجه خانم برای دختران تدریس می‌کردند.
پیشگامان تأسیس دبستان در محله (روستای امروزی) میلان به ترتیب عبارت بودند از: حاج سید محمد مصلحی میلانی، حاج علی محمد میلانی، حاج علی‌اکبر احمدزاده، و حاج علی‌اکبر باقرزاده؛ که دبستان دولتی هاتف را در سال‌های ۱۳۰۳ و ۱۳۰۴ شمسی دایر کردند و دو نفر آموزگار جهت تدریس برای دانش‌آموزان همراه با حقوق از تبریز فرستادند. در آن زمان شادروان حاج علی‌اکبر باقرزاده میلانی که در مشهد اقامت داشت، ماهانه ۱۰۰ ریال برای تحصیل ۵ تن از شاگردان فقیر و بی‌بضاعت مدرسه به‌طور مرتب می‌فرستاد. در جشن گشایش دبستان، میر موسی علوی میلانی که پیش از آن مدت‌ها در میلان مکتب داشت، شاگردان خود را به دبستان هاتف منتقل کرد و خود به مدیریت دبستان منصوب شد، ولی پس از مدتی جهت مدیریت دبستان خیاو به مشکین شهر انتقال پیدا کرد، و به همین جهت در سال ۱۳۱۹ شمسی مدیریت و آموزگاری مدرسه به عهدهٔ حسینعلی حقانی گذاشته شد.
در سال ۱۳۲۹ شمسی، حاج محمد حق‌مدد میلانی یک باب خانه و باغچه برای ساختمان دبستان به ادارهٔ فرهنگ اهدا کرد و با این کارش نام نیکی از خود به یادگار گذاشت. اما از آنجا که فضای خانهٔ اهدایی او برای تشکیل دبستان شش کلاسه کافی نبود و نیاز به فضای بیشتری وجود داشت، لذا حسین واعظ، نمایندهٔ فرهنگ در  اسکو، و حسینعلی حقانی، مدیر دبستان، و محمدعلی شمشیری و محمدحسین ملکی و محمدحسن جعفری میلانی، مردم را تشویق و ترغیب کردند، تا اینکه وجوهی جمع‌آوری شد و خانه و باغچهٔ مجاور منزل اهدایی حق‌مدد میلانی نیز خریداری گردید و بعد از آن مطابق با نقشهٔ ادارهٔ فرهنگ آذربایجان، عملیات ساختمانی مورد نظر آغاز شد.

### تشکیل انجمن‌های ادبی
استادان و آموزگاران اسکو و مناطق مجاور آن، در نخستین سال‌ها و دهه‌های ایجاد و تأسیس دبستان‌ها در این ناحیه، بعد از اتمام کلاس‌ها و برنامه‌های درسی‌شان به‌طور مستمر گرد هم می‌آمدند و سروده‌هایشان را ارائه می‌کردند. در این خصوص، افرادی مانند میر الیاس ناطقی، طباطبائی عدنان، پژوهی و غلامحسین حقانی از سایرین پیشتازتر و ممتازتر بودند. بدین طریق تعدادی انجمن ادبی پنج‌نفره در دبستان‌ها تشکیل شد. از جمله امور و فعالیت‌هایی که در این انجمن‌ها به آن پرداخته می‌شد، شعرسرایی، مقالهنویسی، خطاطی و نقاشی بود.

### زبان
زبان شفاهی رایج میلانی‌ها مانند سایر مناطق آذربایجان ایران و منطقهٔ اسکو، زبان ترکی آذری است، اما آن‌ها هم مانند سایر هم‌زبانان خود در نوشتار متون، اغلب مواقع از زبان فارسی و رسم‌الخط مرسوم این زبان بهره می‌برند.

### دین و مذهب و اعتقادات عامه
اهالی روستا، مانند سایر مناطق آذربایجان شرقی و نواحی اطراف اسکو، مسلمان و شیعه اثنی‌عشری هستند.

### علما و معاریف دینی و مذهبی
تعدادی از آیات عظام و مراجع تقلید بزرگ شیعه و علما و فضلای برجستهٔ حوزوی و دینی منتسب به میلان هستند، من جمله آیت‌الله‌العظمی سید محمدهادی حسینی میلانی (ره) (۸ محرم ۱۳۱۳ ق. / تیر ۱۲۷۴ ش. ـ جمعه ۲۹ رجب ۱۳۹۵ ق. / ۱۷ مرداد ۱۳۵۴ ش) از مراجع عالیقدر جهان تشیع که شرح زندگانی و خدمات علمی، فرهنگی و سیاسی او در گلشن ابرار آمده‌است، علامه آیت‌الله حاج سید نورالدین میلانی (فرزند محمدهادی حسینی میلانی) (۱۴ شوال ۱۳۳۶ ق. / تیر ۱۲۹۷ ش. ـ ۱۴۲۵ ق)، و علامه سید علی حسینی میلانی (سید علی‌اصغر) (رمضان ۱۳۶۷ ق. / ۱۳۲۷ ش. ـ) (نوهٔ آیت‌الله محمدهادی حسینی میلانی).
از دیگر روحانیان این خطه میتوان از آقامیرتقی فخرالاسلامی میلانی (۱۲۳۷ ش. -۱۳۰۹ ش.) روحانی دربار مظفری نام برد که با فرمان مظفرالدین شاه، جهت کسب علوم عالی دینی عازم عتبات عالیات شد. این فرمان (تصویر حاضر) هنوز نزد نوادگان ایشان موجود است. وی پس از بازگشت به سرزمین مادری، از سوی مظفرالدین شاه به کسب لقب «فخرالاسلام» نائل آمد و در روستای میلان اولین دفترخانه ثبت ازدواج را تأسیس نمود و در کنار آن به حل مسائل خانوادگی نیز میپرداخت.
از وی پسری به نام میر ابوالقاسم فخرالاسلامی میلانی به یادگار ماند که خود نیز از مفاخر روستای میلان و مخترع دستگاه های صنعت نساجی بود. (به قسمت «شخصیتهای علمی، فرهنگی و اجتماعی برجسته دیگر» در همین صفحه رجوع شود) 

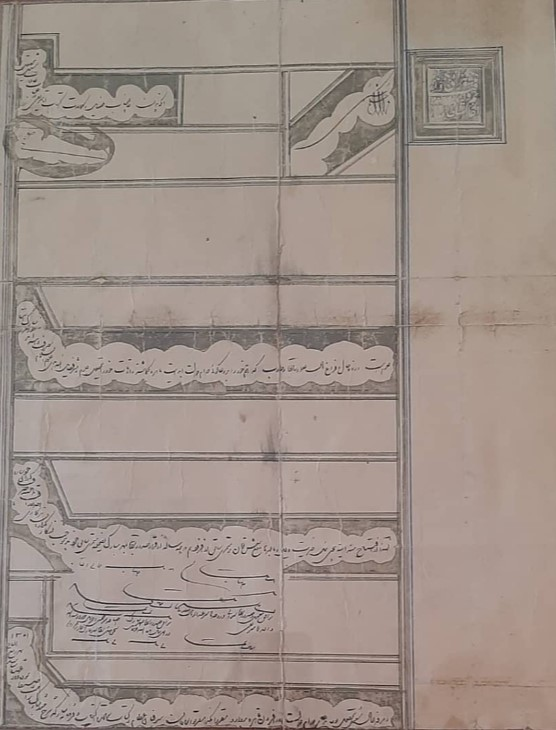
Mozaffar ad-Din Shah Qajar - Commandment

#### خاندان های معروف  میلان
از خاندان های مهم و تاثیرگذار در تاریخ  می توان به نام هایی از جمله عطاري ميلاني، سادات حسینی میلانی، ضامنی میلانی، شمشیری میلانی، عنابی میلانی، جلیلی میلانی ،منتظری میلانی، آقامحمدی میلانی ، کاظم زاده میلانی، افتخاری میلانی، روشنی میلانی، فخرالاسلامی میلانی و جعفری میلانی اشاره کرد.
این خاندان ها به پاس خدمات یکتا و کم نظیر در کمک به توسعه و رقم زدن تاریخ و همچنین تربیت انسان های فرهیخته و تاثیر گذار در همه‌ی ادوار تاریخ، ماندگار مانده و بین مردم  شهرستان اسکو به نیکی یاد خواهند شد.

#### خاندان سادات حسینی میلانی
اجداد این خاندان همگی از سادات حسینی شهر مدینهٔ منوره و از فرزندان امام علی بن حسین بودند که به جهت شرافت علمی و معنوی از بزرگان مدینه به‌شمار می‌رفتند. محلهٔ قدیمی بنی‌هاشم محل سکونت این خانواده بود و همواره بزرگانی از قبایل عرب و دانشوران اسلامی بدانجا رفت‌وآمد می‌کردند. هجرت آنان در اواخر قرن یازدهم هجری قمری از مدینه به آذربایجان ایران، در پی دعوتی بود که از جانب شیعیان این دیار انجام گرفت. به دنبال این دعوت، سید حسین (جد محمدهادی میلانی حسینی) و برادرش علی‌اکبر که هر دو از جوانان فرزانهٔ مدینه بودند، به همراه زائران خانهٔ خدا وارد آذربایجان شدند و در  اسکو اقامت گزیدند. سید حسین در میلان ماند و از همان‌جا ازدواج کرد. او تا آخر عمر در میان دوستداران اهل بیت پیامبر در منطقهٔ آذربایجان، به تبلیغ و ترویج احکام و اصول دینی مشغول بود. با فوت سید حسین، فرزندان وی و بعدها نوادگانش رسالت او را در منطقهٔ آذربایجان دنبال کردند.
علامه سید علی حسینی میلانی اجداد و تبار خود را چنین معرفی کرده‌است:
خاندان ما، میلانی، منتسب به شهرک میلان در نزدیکی‌های تبریز است. در حدود ۲۵۰ سال پیش مردم آن منطقه دیدند که در آن دیار سیدی از اولاد پیامبر (صلی الله علیه و آله و سلم) وجود ندارد. به خاطر اینکه آن منطقه به وجود سادات صاحب برکت شود، این موضوع را با علمای تبریز در میان نهادند و نتیجه این شد که حجاج در موسم حج از رئیس سادات مدینه تقاضا نمایند تا سیدی را به همراه آنها با خودشان بیاورند. دو نفر از سادات مدینه به نام‌های سید علی‌اکبر و سید حسین که با هم برادر بودند، به تقاضای مردم و علما جواب مثبت دادند و به همراه آنان آمدند و در این منطقه ساکن شدند، که سید علی‌اکبر جد ماست. سید علی‌اکبر نوادگانی دارد به نام سید احمد که جهت تحصیلات علوم دینی، ساکن نجف اشرف گردید و از شاگردان صاحب جواهر بود، فرزند وی سید جعفر که از فضلای حوزهٔ علمیهٔ نجف اشرف بود، مفتخر به دامادی آیت‌الله‌العظمی شیخ محمدحسن مامقانی، عالم و مرجع بزرگ عصر خود گردید که جدم آیت‌الله‌العظمی سید محمدهادی حسینی میلانی، داماد فرزند آن بزرگوار و داماد دایی خود آیت‌الله‌العظمی شیخ عبدالله مامقانی می‌باشد. اما بنده از طرف مادری نیز منتسب به خاندان علم و تقوا و فضیلت هستم. مادرم که بانویی پرهیزگار، اهل عبادت، متهجد و از لحاظ اخلاقی ممتاز بودند، دخت علامه سید حسین رضوی تبریزی نجفی است که در سال ۱۳۷۵ قمری در نجف درگذشت و در صحن مطهر علوی مدفون گردید. سید حسین فرزند برومند آیت‌الله‌العظمی آقا سید علی رضوی تبریزی ملقب به داماد است؛ چرا که وی نیز داماد آیت‌الله‌العظمی شیخ محمدحسن مامقانی است. مادر این بانو، دختر علامه شیخ حسن شربیانی، فرزند عالم بزرگ آیت‌الله‌العظمی فاضل شربیانی است که از بزرگان شیعهٔ امامیهٔ عصر در نجف اشرف بود. مادر پدر بزرگوارم نیز دختر گرامی مرحوم آیت‌الله شیخ عبدالله مامقانی فرزند عالم بزرگوار آیت‌الله‌العظمی شیخ محمدحسن مامقانی (ره) است و لذا انتساب بنده از دو طرف پدر و مادر به آیت‌الله‌العظمی حاج شیخ محمدحسن مامقانی می‌باشد.
لازم به توضیح است که خاندان مزبور با اینکه دارای نام خانوادگی میلانی هستند، اما اغلب دوران‌های عمرشان را در جاهایی غیر از این روستا سپری کرده‌اند (یعنی در مناطق و شهرهای مختلف ایران و عراق امروزی). مثلاً دربارهٔ آیت‌الله سید علی‌اصغر حسینی میلانی می‌دانیم که بنا بر حوادث و پیشامدهای کشور عراق و خالص‌سازی عربی توسط حزب بعث و اخراج معاودین عراقی، او در سال ۱۳۹۰ هجری قمری به همراه تعدادی از سایر ایرانیان و برخی از شیعیان ناگزیر به ترک کشور عراق شد و رهسپار ایران گردید.

##### نقش خانوادهٔ سادات میلانی در سیاست و تاریخ

###### اعلامیه‌ها و بیانیه‌های آیت‌الله میلانی
آیت‌الله سید محمدهادی میلانی یکی از چهره‌های برجسته و شناخته‌شده بین مبارزین نهضت‌های ضدحکومتی پیش از انقلاب ۱۳۵۷ بود و مخصوصاً در ماجرای انجمن‌های ایالتی و ولایتی، همراه دیگر مراجع بزرگ، فعالیت‌های چشمگیر و قابل توجهی انجام داد و به شدت با لایحهٔ مزبور به مخالفت پرداخت. از جمله در جمادی‌الثانی ۱۳۸۲ قمری در تلگراف شدیداللحنی، عواقب تصویب این لایحه را به نخست‌وزیر وقت گوشزد کرد. در بخشی از متن آن تلگراف، چنین آمده‌است:
وظیفهٔ خود می‌دانم با استمداد حضرت بقیةالله ـ ارواحنا فداه ـ برای سومین بار صریحاً اعلام بدارم تصویب‌نامهٔ دولت شما در مورد انجمن‌های ایالتی و ولایتی با عدم رعایت شرط اسلام در انتخاب‌شوندگان، و تبدیل قسم قرآن مجید به قسم به کتاب آسمانی، ملت مسلمان ایران و خاصه علمای اعلام را بی‌نهایت خشمگین ساخته‌است… تذکر می‌دهم به حکم موازین شرعی و احترام به افکار و معتقدات ملت مسلمان ایران، لازم است هر چه زودتر تصویب‌نامهٔ مزبور را لغو و برای اطلاع عموم اعلام نماید.
وی همچنین در ۲۸ بهمن سال ۱۳۴۱ شمسی (۲۲ ذی‌حجه ۱۳۸۲ قمری) طی اعلامیه‌ای، ضمن تعطیل اعلام کردن عید نوروز، اینچنین از اقدامات حکومت وقت انتقاد نمود (متن اعلامیه):
ملت مسلمان ایران، همه ساله در طلیعهٔ سال نو طبق عادات جاریه، مردم این مملکت عیدی داشته و مراسمی عمل می‌گردید، ولی با کمال تأسف آنچه در گذشته بر ملت ما گذشت، دلی شاد و خاطری آسوده باقی نگذاشت، در این مدت، هیئت حاکمه و زمام‌داران از هیچ تجاوزی به حقوق فرد و اجتماع دریغ نکرده، گستاخی را تا آنجا کشاندند که قوانین آسمانی اسلام را مورد ملعبه قرار داده و بدون توجه به خشم عمومی ملت مسلمان، به حریم احکام شرعیه که در حکم نوامیس الهی می‌باشد، تجاوز کردند و هم‌اکنون جمعی از علماء و رجال متدین و استادان و دانشجویان دانشگاه‌های مملکت در زندان به سر می‌برند، از هر طرف ابتلاء و فقر و گرسنگی ملت ما را تهدید می‌کند. بیکاری و فساد و تجاوز عمال حکومت به حقوق انسانی افراد، نقطه‌ای را خالی نگذاشته، تنها چیزی که مورد توجه نیست، حقوق ملت و مصالح آنهاست، معلوم نیست تا کی مهلت پیدا کنند و عاقبت کار به کجا برسد! روشن است در این شرایط، روحانیتی که خود را شریک غم و شادی ملت مسلمان ایران می‌داند، هرگز عید و مراسم آن را نخواهد داشت؛ جز آن‌که متوسل به اولین شخص عالم امکان، حضرت ولی‌عصر (ارواحنا له الفداء) شده و از درگاه خداوند متعال مسألت نماید در سال جاری فرجی برای ملت مسلمان و عموم برادران ایرانی روی دهد و آسایش روحی و فکری حاصل آید.
و السلام علی من اتّبع الهدی، محمد هادی الحسینی المیلانی، ۲۲ ذی‌الحجة ۱۳۸۲
او همچنین پس از شورش ۱۵ خرداد سال ۱۳۴۲ و دستگیری و زندانی شدن آیت‌الله خمینی، بدون اطلاع قبلی و به طوری که مقامات محلی خبردار نشوند، با هواپیما عازم تهران شد، اما هنگامی که هواپیما به نیمه‌های راه رسیده بود، مقامات از قضیه باخبر شدند و هواپیما را به مشهد برگرداندند. پس از آن، آیت‌الله میلانی از راه زمینی و باز بدون اطلاع مقامات، خود را به تهران رساند، و طی تلگرافی به آیت‌الله خمینی چنین نوشت:
بازداشت حضرت‌عالی و بقیهٔ آیات و حجج و مبلغین و اساتید دانشگاه و سایر اشخاص محترم باایمان در ایام عزاداری حسینی (علیه‌السلام) به جرم اظهار حق و امر به معروف و نهی از منکر، بسیار موجب تأثر است… ساکت نخواهیم نشست، بر همهٔ مسلمانان لازم است به وظیفهٔ ارادت‌مندی خود عمل نمایند و یاری و پشتیبانی کنند و هم‌آهنگی خود را اظهار بدارند تا با تأیید خداوندی، قرآن و دین و آیین از مخاطرات مصون گردد، گویا اولیاء امور می‌خواهند این مملکت جعفری را به خاک و خون کشیده، با کشتن جوانان غیور و باایمان، کشور را به دست دشمنان اسلام و قرآن بسپارند…
سید محمدهادی الحسینی المیلانی
محمدهادی میلانی در تاریخ دوم مرداد ۱۳۴۲ نیز ضمن اعلامیه‌ای مفصل در محکومیت دستگیری آیت‌الله خمینی، مظالم حکومتی را به مردم گوشزد کرد و آن‌ها را به پایداری دعوت نمود.
پس از حملهٔ مأموران حکومتی به مدرسهٔ فیضیه، آیت‌الله میلانی پیامی بدین مضمون صادر کرد:
… ما از حمله و یورش چنگیزانه به ساحت حوزهٔ علمیهٔ قم گذشتیم! از حبس و زجر رجال دینی و ملی گذشتیم! از حمله به دانشگاه و مراکز علمی ملت و سلب هر نوع آزادی فردی و اجتماعی چشم پوشیدیم! از دزدی و فساد و تباهی و تجاوز به مردمان صالح و تقویت دزدان و خیانتکاران گذشتیم! از برادرکشی‌هایی که در نقاط مملکت ترتیب داده‌اند، صرف نظر کردیم! این ننگ را کجا ببریم که مملکت اسلامی ما را دارند پایگاه اسرائیل و صهیونیست می‌کنند، و نیز افرادی را که با آنها هم‌دست‌اند، در رأس کارها قرار می‌دهند…
همچنین وی در سفری به تهران، ماهیت نهضت علما و مردم را چنین بیان می‌کند:
… من در این مسافرت به جد خود حضرت سیدالشهداء ـ علیه‌السلام ـ تأسی کرده، از جوار امن ثامن‌الحجج ـ علیه‌السلام ـ به تهران آمدم، تا به دنیا اعلام کنم این قیام و نهضت به هیچ وجه صورت ارتجاعی ندارد؛ بلکه نهضتی است که ملتی مسلمان برای مقابلهٔ حکومت‌های جابرانه، با پیشوایی مقامات عالیهٔ روحانی تعقیب می‌کند. هدف ملت مسلمان ایران این است که بیش از این به مصالح دنیایی و دینی آنان تجاوز نشود. باید حکومت مردم را به مردم سپرد و حق مردم را باید به خودشان واگذار کرد.

###### ارادت به آیت‌الله خمینی
میلانی نسبت به خمینی اخلاص و ارادت داشته‌است. در نامه‌ای که خطاب به خمینی در دوران تبعید وی در ترکیه نوشته‌است، چنین می‌گوید:
خوشا به سعادت آن سرزمین که حضرت‌عالی در آن تشریف دارید.
شهید سعیدی خاطره‌ای بدین مضمون از آیت‌الله میلانی تعریف کرده‌است:
… روزی آیت‌الله میلانی هنگامی که نزدشان نام امام خمینی برده شد، فرمودند: «سلام الله علیه». پس عده‌ای به آیت‌الله اعتراض کردند. ایشان فرمودند: ساکت باشید فلانی! اینجا مسألهٔ تقلید در بین نیست که گفته شود فلانی اعلم است یا من! اینجا، بحث رهبری است و چنین نیست که هر مجتهدی لیاقت رهبری داشته‌باشد، لیاقت رهبری را تنها فقیه سیاستمداری داراست که عالم به زمان خویش باشد و در راه خدا از ملامت ملامتگران هراس نداشته‌باشد و اکنون این مشخصات در کسی جز آیت‌الله خمینی نیست…

###### خدمات
آیت‌الله میلانی با وجود همهٔ اشتغالاتی که در مقام مرجعیت و زعامت حوزه داشت، هیچ‌گاه از مشکلات مردم غافل نشد. او پس از زلزلهٔ سال ۱۳۴۷ شمسی در جنوب خراسان (منطقهٔ کاخک)، مردم را برای بازسازی و کمک به آوارگان بسیج کرد و بارها طلاب را جهت کمک به مردم به این شهر اعزام نمود. گفته شده که برای مردم بی‌خانمان و آوارهٔ آن منطقه خانه‌ها ساخت و حتی سند به نام آن‌ها نوشت. وی در بازسازی مسجد امام علی هامبورگ آلمان نقش مؤثری ایفا کرد و در اعزام آیت‌الله بهشتی به آنجا تلاش بسیاری نمود. وی همچنین به مسلمانان و اندیشمندان اسلام‌گرای اروپا کمک می‌کرد تا در نشر و ترویج اسلام جدی باشند. او علاوه بر این موارد، بازسازی مدارس علمی مشهد و مدرسهٔ حقانی قم و کمک به ایجاد چندین مدرسهٔ دینی در شهرستان‌ها و ده‌ها کار نیکوکارانهٔ دیگر برای مسلمانان ایران و سایر کشورهای اسلامی را در کارنامهٔ خود دارد.

###### تقدیر و تجلیل
سایت شفقنا (پایگاه بین‌المللی همکاری‌های خبری شیعه) در تاریخ ۸ دی ۱۳۹۵ در گزارشی اعلام کرد که طی مراسمی با حضور برخی مراجع عظام تقلید از مجموعه‌ای ۲۶ جلدی از آثار و تألیفات شخصی آیت‌الله‌العظمی سید محمدهادی میلانی و آثار دیگر مرتبط با او رونمایی شده‌است.

### شخصیتهای علمی، فرهنگی و اجتماعی برجستهٔ دیگر
از چهره های شاخص روستای میلان میتوان به مهندسِ مخترع میر ابوالقاسم فخرالاسلامی میلانی (۱۲۹۵ ش. -۱۳۸۱ ش.) اشاره کرد. بر اساس آنچه در فرهنگ سه جلدی اَعلام سخن (۱۳۸۷ ش.) آمده است ایشان طراح ماشین آلات نساجی و اولین مهندسی بود که دستگاه ژاکارد را اختراع کرد. این دستگاه، پارچه های گلدار و طرحدار میبافت. وی همچنین مخترع نخستین دستگاه فتیله بافی گرد بود. اختراعات ایشان همواره کمک شایانی به صنعت نساجی ایران کرده و از نامشان در کتب دانشگاهی یاد شده است.[۵۱]

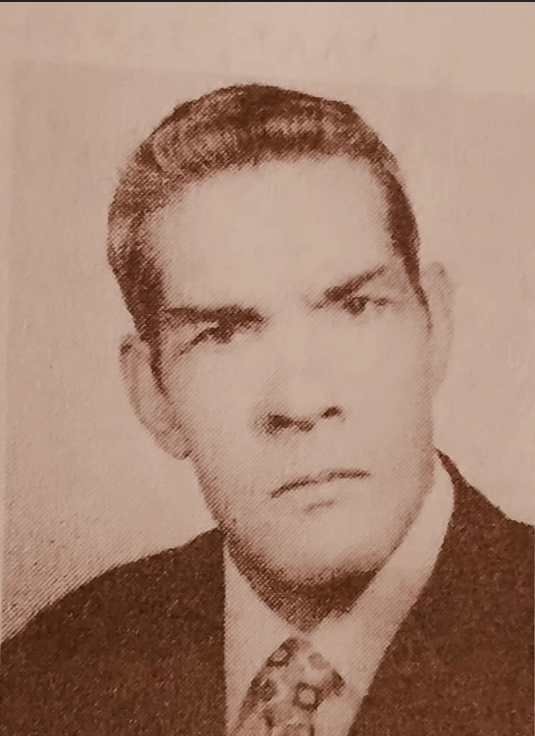
مهندسِ میر ابوالقاسم فخرالاسلامی میلانی

از دیگر چهره های شاخص, سید محمد میلانی حسینی (چهارشنبه، ۱ فروردین ۱۳۱۸ ش. ـ) پزشک متخصص اطفال و نمایندهٔ مردم در اولین دورهٔ مجلس شورای اسلامی (مرحلهٔ دوم) از شهر تبریز و دانشیار دانشکدهٔ پزشکی دانشگاه علوم پزشکی و خدمات بهداشتی و درمانی تهران از دیگر شخصیت‌های مهم و معروف معاصر اهل میلان است.

### جلوه‌ها و مظاهر فرهنگی منطقه

#### پارچهٔ کلاقه‌ای، نان و دوشاب اسکو
اسکو مرکز اصلی تجمع کارگاه‌های چاپ باتیک یا چاپ کَلاقه‌ای در استان آذربایجان شرقی و قطب اصلی این هنر-صنعت در کشور محسوب می‌شود.اسکو از مراکز مهم تولید پارچه‌های حریر ابریشمی به‌خصوص پارچه‌های زیبا و خوش‌سلیقهٔ کلاقه‌ای است که به صورت طبیعی و مصنوعی توسط هنرمندان اسکویی تولید می‌شوند، و علاوه بر مصرف در داخل، به کشورهای مشترک‌المنافع نیز صادر می‌گردند. تولید این نوع پارچه به دورهٔ انقلاب مشروطیت برمی‌گردد. برخی از اهالی  شهر اسکو که در آن زمان  جهت امرار معاش به کشورهای اقماری شوروی سابق رفته بودند، هنگام بازگشت به میهن، صنعت بافت و تولید پارچه‌های کلاقه‌ای را از شهر  گنجه جمهوری آذربایجان با خود به اسکو منتقل کردند و رفته‌رفته رونق و آوازهٔ این نوع پارچه‌های ساخت اسکو در منطقه فراگیر شد.
درست است که اسکو، تاکستان‌ها و باغ‌های انگور قابل توجهی ندارد، یا به علت کوهستانی بودن فاقد مزارع وسیع گندم و جو است، اما جالب توجه است که بهترین دوشاب (نوعی شیرهٔ مخصوص حاصل از انگور) و لذیذترین نان خوردنی با عالی‌ترین کیفیت و مرغوبیت (که حتی تا چندین سال هم می‌تواند سالم بماند) و نیز بهترین عسل طبیعی در همین منطقه تولید و نه تنها به اقصی نقاط کشور؛ بلکه به کشورهای همجوار نیز صادر می‌شود.

## بناهای تاریخی

### حمام
شاید بتوان گفت معروف‌ترین بنای میلان، حمام قدیمی آن است که قدمتش به دورهٔ صفویان می‌رسد. ورودی این حمام در منتهی‌الیه ضلع جنوبی آن قرار دارد و با چهار پله وارد یک هشتی هشت‌ضلعی می‌شود و از آنجا منتهی به راهروی شمالی سربینه می‌گردد. رعایت سلسله مراتب ورودی، دالان، سربینه و گرمخانه چون سایر حمام‌های تاریخی به چشم می‌خورد. پوشش طاق و گنبدی بر روی ستون‌های سنگی با سرستون‌های مقرنس کاری سنگی از ویژگی‌های خاص این بناست. بنا پلانی به ابعاد تقریبی ۱۵ در ۴۰ متر دارد. مصالح به‌کاررفته در بنا، سنگ و آجر با ملات ساروج و گچ می‌باشد. حمام پس از هشتی و راهروی ضلع شمالی، شامل یک سربینه با سقف گنبدی است که بر روی چهار ستون سنگی استوار شده‌اند. فضای گرمخانه نیز سقف گنبدی زیبایی دارد. تزئینات بنا شامل سرستون‌های مقرنس سنگی در فضای داخلی است.
حمام میلان در سال ۱۳۸۲ شمسی توسط سازمان میراث فرهنگی، صنایع دستی و گردشگری با شماره ۱۰۴۷۵ در فهرست آثار ملی کشور به ثبت رسید.

### مسجد جامع
در میلان مسجد کهنی وجود دارد که به عنوان مسجد جامع روستاست و بنای آن به سال‌های نخست هزارهٔ دوم هجری مربوط می‌شود (دورهٔ صفویه). این مسجد به صورت مجموعه طراحی و اجرا شده‌است. پلان اصلی مسجد به‌طور یک مربع منسجم در ابعاد ۱۶ در ۱۶ متر گنجانده شده و شامل ۹ گنبد عرق‌چین می‌باشد. عمق ایوان‌های سه‌طرفهٔ مسجد ـ یعنی شمال، شرق و غرب ـ به‌طور دقیق محاسبه شده‌است؛ به طوری که در مدت نزدیک به چهار قرن از بنا و ایجاد مسجد، در طاق‌ها و گنبدهای آن هیچ رانش و خللی مشاهده نمی‌شود. ایوان ضلع غربی که مشرف به میدان و آب‌نماست، به طول ۱۶ متر و عرض ۳ متر علاوه بر زیبایی، در تابستان و زمستان به اعتدال هوای فضای داخل مسجد کمک می‌کند. منارهٔ آجری جالبی برای مسجد تعبیه شده، که کلاهکش به صورت گنبد کوچک ضربی است. سنگنبشته‌ای نیز بر بالای در ورودی مسجد نصب گردیده که مضمونش چنین است: «قال الله تبارک و تعالی و إن المساجد لله، فلاتدعوا مع الله احداً،و قال النبی علیه‌السلام: من بنی مسجداً لله، بنی الله له بیتاً فی الجنة». سنگنبشتهٔ مزبور، خط ثلث برجسته دارد و تاریخ حجاری آن معلوم نیست، ولی شیوهٔ کار و مضمون عبارت درود فرستاده شده به پیامبر اسلام به خوبی مسلم می‌سازد که سنگنوشته متعلق به قبل از ظهور حکومت صفویه است.
مسجد مزبور در دههٔ هفتاد شمسی در حال تخریب بود، به همین جهت در سال‌های ۱۳۷۶ و ۱۳۷۷ برای پیشگیری از ریزش و جلوگیری از خطرات جانی و انسانی، مورد بازسازی و مرمت کلی قرار گرفت و جمع‌آوری و دوباره‌سازی شد.
سطوح و بخش‌های مختلف مسجد جامع میلان به‌طور کلی عبارتند از: سطح مسجد: ۲۵۶ مترمربع، ایوان غربی دوطبقه: ۹۶ مترمربع، بخش شرقی در دوطبقه: ۲۲۴ مترمربع، که مجموع مساحت آن ۵۷۶ مترمربع می‌شود و از این مقدار، ۲۵۶ مترمربع آن مرمت و ۳۳۰ مترمربع آن در دههٔ هفتاد بازسازی شد. منارهٔ مسجد نیز به علت عدم ایستایی و تعمیرات نامناسب گذشته، مجدداً طراحی و اجرا گردید.
این مسجد که بنا و تجدید ساختمان و مرمت آن مربوط به دوره‌های صفویه و قاجاریه است، در تاریخ ۱۶ مهر ۱۳۷۹ شمسی با شمارهٔ ثبت ۲۷۹۲ به‌عنوان یکی از آثار ملی کشور به ثبت رسیده‌است.